# Burg Sievernich
Die Burg Sievernich steht in Sievernich, Gemeinde Vettweiß im Kreis Düren, Nordrhein-Westfalen, direkt am Neffelbach.
Im Mittelalter gehörte die südliche Hälfte des Dorfes zu Kurköln, die nördliche zur Grafschaft Jülich. Trotzdem spielte die Burg bei allen kriegerischen Auseinandersetzungen zwischen den Grafen von Jülich und den Erzbischöfen von Köln keine Rolle. Sie scheint nur ein wenig bedeutendes Kölner Lehen gewesen zu sein.
Als erster bekannter Burgherr wird 1153 Heinrich von Sievernich in einer Urkunde genannt. Nach 1456 starb die Familie von Sievernich aus.
Zu Beginn des 15. Jahrhunderts war Burg Sievernich im Besitz der Beatrix von Petersheim. Sie heiratete 1410 Richard II. von Merode und brachte die Burg so an dessen Familie. Das Anwesen blieb rund 250 Jahre Eigentum derer von Merode, bis es schließlich durch die Heirat Judiths von Merode mit dem niederländischen Adeligen Cornelius van Gent den Besitzer wechselte. Maria, die Tochter dieses Ehepaares, heiratete 1674 Bertram von Quadt-Wickrath. Um 1780 veräußerte diese Familie die Burg an die von Wylich. Durch Erbschaft gelangte das Anwesen 1798 in den Besitz des Duisburger Stadtgerichtsdirektors Witgen.
Nach erneutem mehrfachem Besitzerwechsel kaufte 1841 die Familie Schwecht, die Burg Sievernich auch heute noch besitzt, das Anwesen.
Burg Sievernich ist eine große, regelmäßige Wasserburg mit einer dreiflügeligen Hauptburg und einer ebenfalls dreiflügeligen Vorburg. Die Hauptbausubstanz der Anlage gehört dem 15. bis 18. Jahrhundert an. Um 1860 erfuhr Burg Sievernich unter der Bauherrschaft der Familie Schwecht eingreifende bauliche Veränderungen. Der Treppenturm an der Rückseite der Hauptburg und deren Seitenflügel wurden damals erneuert. Der Torbau der Vorburg stammte ebenfalls aus dieser Zeit, wurde aber 1941 zerstört und durch einen Neubau ersetzt.
Direkt in der Nähe der Burg vorbei führt die alte römische Heerstraße von Zülpich nach Neuss. Sie wurde im Ort von der Aachen-Frankfurter Heerstraße gekreuzt.
Die Besitzer betreiben heute in dem Anwesen ein Trakehner-Gestüt.